# Humphreya lloydii
Humphreya lloydii är en svampart som först beskrevs av Pat. & Har., och fick sitt nu gällande namn av Steyaert 1972. Humphreya lloydii ingår i släktet Humphreya och familjen Ganodermataceae.   Inga underarter finns listade i Catalogue of Life.